# Izinkala fihla
Izinkala fihla is een vlokreeftensoort uit de familie van de Izinkalidae. De wetenschappelijke naam van de soort is voor het eerst geldig gepubliceerd in 1977 door Griffiths.